# Louis Sullivan
Louis Sullivan (3 de setembro de 1856 – 14 de abril de 1924) foi um arquitecto norte-americano. Foi o primeiro arquiteto modernista que defendia a máxima de que "a forma segue a função". Colaborou com Frank Lloyd Wright numa concepção de arquitetura funcionalista orgânica e afirmava que "se a forma segue a função, então o trabalho deve ser orgânico". Os arranha-céus são monumentos e provas vivas da interveniência da arquitetura de Sullivan na época modernista. Foi um marco importante na história da arquitetura moderna e deixou os seus ideais proliferarem.
Sepultado no Graceland Cemetery, Chicago.